# Lijst van locofaulismen
Deze lijst van locofaulismen beoogt een overzicht te geven van de locofaulismen in het Nederlandse taalgebied. Een locofaulisme is een pejoratieve bijnaam voor de inwoners van een bepaalde plaats of streek, die gegeven wordt door buitenstaanders. Wormerveerders zullen zichzelf bijvoorbeeld niet zo snel gladoren noemen, terwijl inwoners uit omringende streken wel zo naar Wormerveerders kunnen verwijzen.
De emotionele lading die elk locofaulisme heeft verschilt per streek en woord. Sommigen zijn in onbruik geraakt of tot geuzennamen verworden, terwijl anderen nog steeds beledigend kunnen zijn. Voor veel bijnamen geldt dat ze voorafgegaan kunnen worden door de plaats waar naar wordt verwezen, bijvoorbeeld Amsterdamse stoepeschijters, Kamper uien, Nessemer fiek, enzovoorts. Om de lijst zo overzichtelijk te houden, zijn deze bijvoegsels weggelaten. Als de bijnamen enkel in een dialect bekend zijn, zijn ze hier niet vertaald.

## Nederland

### Drenthe
| Plaats     | Locofaulisme(n) |
| ---------- | --------------- |
| Assen      | biggen          |
| Balloo     | plaggenstikkers |
| Beilen     | slaapkoppen     |
| Borger     | strontrokken    |
| Diever     | platneuzen      |
| Eelde      | geelgatten      |
| Eelde      | eelgatten       |
| Eelde      | hekkespringers  |
| Ees        | holkoppen       |
| Ees        | koekoppen       |
| Ees        | stalpaolen      |
| Elp        | koekoeken       |
| Grolloo    | knollebieters   |
| Hijken     | steiloren       |
| Meppel     | muggen          |
| Sleen      | booneters       |
| Smilde     | veenkloeten     |
| Westerbork | oelen           |

### Friesland
| Plaats         | Locofaulisme(n) |
| -------------- | --------------- |
| Buren          | fiek            |
| Nes            | fiek            |
| Oosterend      | aasterbarg      |
| Vlieland       | geiten          |
| Stellingwerven | kroempraters    |

### Gelderland
| Plaats        | Locofaulisme(n) |
| ------------- | --------------- |
| Arnhem        | bloedhonden     |
| Doesburg      | stokvechters    |
| Lichtenvoorde | keienslöppers   |
| Hattem        | kleikloeten     |

### Groningen
| Plaats     | Locofaulisme(n) |
| ---------- | --------------- |
| Eenrum     | doodstekers     |
| Groningen  | mollebonen      |
| Groningen  | stadjers        |
| Groningen  | kluinkoppen     |
| Muntendam  | kouvreters      |
| Winschoten | tellerlikkers   |

### Limburg
| Plaats       | Locofaulisme(n)   |
| ------------ | ----------------- |
| Arcen        | keieschiéters     |
| Baarlo       | baolderse kook    |
| Blerick      | wortelepinne      |
| Boekend      | worteleschrabbers |
| Gennep       | romeinen          |
| Grashoek     | graasvraeters     |
| Grubbenvorst | plaggehouwers     |
| Heerlen      | winkbülle         |
| Maastricht   | sjengen (m)       |
| Maastricht   | ? (v)             |
| Sevenum      | aezels            |
| Sittard      | laammaekesj       |
| Susteren     | graasboeren       |
| Tegelen      | pannekletsers     |
| Venlo        | wannevleegers     |
| Weert        | rogstekers        |

### Noord-Brabant
| Plaats     | Locofaulisme(n)       |
| ---------- | --------------------- |
| Bladel     | windbuilen            |
| Duizel     | trosmadammen          |
| Eindhoven  | keienschijters        |
| Eindhoven  | teuten                |
| Eindhoven  | snuifscheppers        |
| Eindhoven  | pinnenmakers          |
| Hapert     | gapers                |
| Helmond    | kattenmeppers         |
| Lieshout   | strontrapers          |
| Oisterwijk | mastendollekensrapers |
| Oss        | messentrekkers        |
| Son        | krutjesrapers         |
| Tilburg    | kruikezeikers         |
| Werkendam  | meuzikken             |
| Woudrichem | vissekoppen           |
| Wouw       | papboeren             |
| Wouw       | papeters              |
| Wouw       | papzakken             |

### Noord-Holland
Nagenoeg deze gehele lijst bestaat uit de lijst van Noord-Hollandse bijnamen die is gepubliceerd in West-Frieslands oud & nieuw, jaarboek van het Historisch Genootschap Oud West-Friesland. In elk ander geval worden er (aanvullende) bronnen vermeld.
| Plaats              | Locofaulisme(n)           |
| ------------------- | ------------------------- |
| Aartswoud           | blôtebieneloupers         |
| Aartswoud           | bloôtpôte                 |
| Aartswoud           | duvelshopen               |
| Akersloot           | koeten                    |
| Akersloot           | waterrotten               |
| Alkmaar             | kaaskoppen                |
| Alkmaar             | gortbuiken                |
| Alkmaar             | ketelkruipers             |
| Alkmaar             | stenenkwakkers            |
| Amsterdam           | koeketers                 |
| Amsterdam           | stoepeschijters           |
| Amsterdam           | pottekakkers              |
| Andijk              | bonenbuikers              |
| Assendelft          | spanjaarden               |
| Assendelft          | spanjolen                 |
| Assendelft          | gortbuiken                |
| Assendelft          | kiplanders                |
| Assendelft          | ottakken                  |
| Barsingerhorn       | lomperds                  |
| Beemster            | moppen                    |
| Beemster            | kluiten                   |
| Beets               | meelzakken                |
| Benningbroek        | speelmakkers              |
| Beverwijk           | aardbeien                 |
| Beverwijk           | klapbessen                |
| Beverwijk           | messentrekkers            |
| Binnenwijzend       | theekisten                |
| Blokker             | bonen                     |
| Bovenkarspel        | kauwgomballen             |
| Broek in Waterland  | vinken                    |
| Broek in Waterland  | klokkendieven             |
| Bussum              | erwten                    |
| Buiksloot           | huisvinken                |
| Castricum           | aardappelen               |
| Castricum           | piepers                   |
| De Cocksdorp        | fingerbieters             |
| De Koog             | sondbüke                  |
| De Koog             | helmskijters              |
| De Koog             | dünkniene                 |
| De Koog             | skróóte                   |
| De Rijp             | kooleters                 |
| De Rijp             | eksters                   |
| De Rijp             | snoeken                   |
| De Rijp             | sneerten                  |
| De Rijp             | knoorten                  |
| De Streek           | kooltorren                |
| De Waal             | stoepskijters             |
| De Waal             | krente                    |
| Den Burg            | sketetrekkers             |
| Den Burg            | stieketrekkers            |
| Den Helder          | jutters                   |
| Den Helder          | kraaien                   |
| Den Helder          | traanbokken               |
| Den Helder          | trossensnijders           |
| Den Helder          | dievediepers              |
| Den Hoorn           | stienêpikkers             |
| Den Hoorn           | kruuskonte                |
| Den Ilp             | bleitrappers              |
| Den Ilp             | boonpeulen                |
| Dirkshorn           | hekkebijters              |
| Durgerdam           | botkoppen                 |
| Durgerdam           | spieringen                |
| Durgerdam           | bakbotten                 |
| Edam                | mussen                    |
| Edam                | domkoppen                 |
| Edam                | dwarsen                   |
| Edam                | kaaskoppen                |
| Egmond-Binnen       | troeters                  |
| Egmond aan Zee      | jutters                   |
| Egmond aan Zee      | visteven (vrouwen)        |
| Egmond aan den Hoef | nonnen                    |
| Enkhuizen           | spieringkoppen            |
| Enkhuizen           | vijgen                    |
| Graft               | kraaien                   |
| Grootebroek         | vechtersapen              |
| Grootebroek         | swessers                  |
| Grootschermer       | langslapers               |
| Grootschermer       | wildjes                   |
| Haarlem             | muggen                    |
| Hauwert             | skokke                    |
| Heemskerk           | ezels                     |
| Heemskerk           | bekkesnijders             |
| Heemskerk           | messestekers              |
| Heemskerk           | zandkraaien               |
| Heerhugowaard       | blauwe reigers            |
| Heiloo              | repenvreters              |
| Heiloo              | rapenplukkers             |
| Hilversum           | wevers                    |
| Hobrede             | zwanen                    |
| Hobrede             | oliekoeken                |
| Hobrede             | biggen                    |
| Hoogkarspel         | blauwe reigers            |
| Hoorn               | krentebollen              |
| Hoorn               | roetmoppen                |
| Hoorn               | duiveldragers             |
| Hoorn               | wortelen                  |
| IJmuiden            | vissekoppen               |
| Jisp                | moppen                    |
| Jisp                | orebijters                |
| Jisp                | uilen                     |
| Kolhorn             | rotte                     |
| Koog aan de Zaan    | koekvreters               |
| Koog aan de Zaan    | zeuroren                  |
| Krommenie           | koekvreters               |
| Krommenie           | guiten                    |
| Landsmeer           | kroosduikers              |
| Langedijk           | koolstruikers             |
| Limmen              | gortzakken                |
| Limmen              | klapbessen                |
| Lutjebroek          | bloemkoolstruiken         |
| Lutjebroek          | uilen                     |
| Marken              | beren (mannen)            |
| Marken              | lijsjes (vrouwen)         |
| Medemblik           | klokkendieven             |
| Medemblik           | moppen                    |
| Middelie            | kikkers                   |
| Middenmeer          | meerkoeten                |
| Monnickendam        | troeters                  |
| Monnickendam        | platpoten                 |
| Naarden             | kraaien                   |
| Nibbixwoud          | krielen                   |
| Nibbixwoud          | nibbikeerappele           |
| Nieuwe Niedorp      | kladodders                |
| Nieuwe Niedorp      | dodders                   |
| Nieuwendam          | vinken                    |
| Onderdijk           | keuters                   |
| Oosterend           | gortbüke                  |
| Oosterend           | kwatters                  |
| Oosthuizen          | kraaien                   |
| Oostknollendam      | raapstelen                |
| Oostwoud            | bleien                    |
| Oostzaan            | eendepullen               |
| Oostzaan            | koolpikkers               |
| Oostzaan            | 't volk van klaas kompaan |
| Opperdoes           | turken                    |
| Oudeschild          | plompers                  |
| Oudeschild          | koekfreters               |
| Oudeschild          | bokke                     |
| Purmerland          | platpoten                 |
| Ransdorp            | kroosduikers              |
| Schagen             | roodjes                   |
| Schellingwoude      | dijkrotten                |
| Schermerhorn        | klokkendieven             |
| Schermerhorn        | mollen                    |
| Schermerhorn        | wroeters                  |
| Sint Pancras        | sintereipers              |
| Texel               | kwallen                   |
| Twisk               | gladoren                  |
| Uitdam              | puitalen                  |
| Uitgeest            | koekvreters               |
| Ursem               | langslapers               |
| Velsen              | muggen                    |
| Volendam            | wijdbroeken               |
| Volendam            | kwakzakken                |
| Volendam            | platpoten                 |
| Waarland            | bontezakkie               |
| Warder              | beren                     |
| Watergang           | waterrotten               |
| Wervershoof         | gommers                   |
| West-Graftdijk      | gortbuiken                |
| Westknollendam      | raapstelen                |
| Westwoud            | grippeleskoiters          |
| Westwoud            | woudapen                  |
| Westzaan            | kroosduikers              |
| Wieringen           | tulen                     |
| Wieringen           | skepe                     |
| Wieringen           | biggen                    |
| Wieringen           | kraaien                   |
| Wieringen           | snotterige wieringers     |
| Wieringerwaard      | pauwen                    |
| Wieringerwaard      | kokmeeuwen                |
| Wijk aan Zee        | schelvissen               |
| Wijk aan Zee        | vingerbijters             |
| Winkel              | spreeuwen                 |
| Winkel              | uilen                     |
| Wormer              | boonpeulen                |
| Wormer              | stenengooiers             |
| Wormer              | uilen                     |
| Wormerveer          | gladoren                  |
| Zaandam             | galgezagers               |
| Zaandam             | koeketers                 |
| Zaandijk            | krentekakkers             |
| Zijpe               | zandpissers               |
| Zijpe               | strobossen                |
| Zuiderwoude         | turken                    |

### Overijssel
| Plaats     | Locofaulisme(n) |
| ---------- | --------------- |
| Dalfsen    | muggen          |
| Hasselt    | Skoapekuukies   |
| Genemuiden | koolrapen       |
| Enter      | dwarsliggers    |
| Hengelo    | windbuilen      |
| Kampen     | uien            |
| Kampen     | kampersteuren   |
| Twente     | tukkers         |
| Zwartsluis | bleistarten     |
| Zwolle     | blauwvingers    |
| Zwolle     | bri'jbekken     |

### Utrecht
| Plaats      | Locofaulisme(n) |
| ----------- | --------------- |
| Amersfoort  | keientrekkers   |
| Benschop    | bereschieters   |
| Hoogland    | zandkruuers     |
| IJsselstein | apenluiders     |
| IJsselstein | apeluiers       |
| Oudewater   | geelbuiken      |
| Soest       | bekkensnijders  |
| Veenendaal  | blauwkousen     |
| Vianen      | reigers         |
| Utrecht     | baliebijters    |

### Zeeland
| Plaats       | Locofaulisme(n)   |
| ------------ | ----------------- |
| Bruinisse    | klokkendieven     |
| Middelburg   | maneblussers      |
| Terneuzen    | stoepenschijters  |
| Hulst        | kallesaischaiters |
| Aardenburg   | kikkers           |
| Axel         | erpelkappers      |
| Zaamslag     | stropielekkers    |
| Boerengat    | gattenaren        |
| Ossenisse    | ossekoppen        |
| Sas van Gent | betekoppen        |
| Oostburg     | windmakers        |

### Zuid-Holland
| Plaats            | Locofaulisme(n)  |
| ----------------- | ---------------- |
| Delft             | kalverschieters  |
| Den Haag          | windhappers      |
| Dordrecht         | schapekoppen     |
| Gouda             | kaaskoppen       |
| Gorinchem         | blieken          |
| Katwijk aan Zee   | haringen         |
| Leiden            | hondenvangers    |
| Loosduinen        | peenbuikers      |
| Maassluis         | slakken          |
| Noordwijk aan Zee | blauwdotters     |
| Noordwijk-Binnen  | torentrekkers    |
| Piershil          | kraaien          |
| Papendrecht       | erwtenpellers    |
| Rijnsburg         | uien             |
| Rijsoord          | kraaien          |
| Roelofarendsveen  | veenders         |
| Roelofarendsveen  | bukkers          |
| Rotterdam         | stoepenschijters |
| Rotterdam         | potteschijters   |
| Rotterdam         | kielschieters    |
| Rotterdam         | grasvreters      |
| Sassenheim        | asbakken         |
| Scheveningen      | schollekoppen    |
| Schiedam          | jeneverneuzen    |
| Schiedam          | hennepkwijlers   |
| Schoonhoven       | klokkendieven    |
| Sliedrecht        | baggeraars       |
| Stompwijk         | hekkenschijters  |
| Vlaardingen       | haringkoppen     |
| Voorhout          | dwarsdrijvers    |
| Wassenaar         | lijmpotten       |
| Zoetermeer        | greppelschijters |
| Zwijndrecht       | peebossers       |

## België

### Antwerpen
| Plaats      | Locofaulisme(n)    |
| ----------- | ------------------ |
| Antwerpen   | sinjoren           |
| Antwerpen   | Dikke Nekken       |
| Antwerpen   | stoeffers          |
| Berendrecht | ratten             |
| Boom        | hondenfretters     |
| Bornem      | messentrekkers     |
| Branst      | vliegende geiten   |
| Brasschaat  | kapittelkappers    |
| Breendonk   | mëttes/meuttes     |
| Eikevliet   | grote zwieren      |
| Hingene     | fretters           |
| Kalfort     | kalfskoppen        |
| Liezele     | pieren             |
| Lillo       | krabbenvangers     |
| Lier        | schapekoppen       |
| Lippelo     | patattendestereirs |
| Mariekerke  | palingvissers      |
| Massenhoven | vliegenstovers     |
| Mechelen    | maneblussers       |
| Merksem     | stroboeren         |
| Merksplas   | spetsers           |
| Oppuurs     | tessen             |
| Pulle       | heikneuters        |
| Puurs       | gordijngluurders   |
| Retie       | kortoren           |
| Ruisbroek   | kabals             |
| Sint-Amands | grote gloren       |
| Weert       | slijkneuzen        |
| Wintam      | kazakken           |
| Zandhoven   | mastentoppen       |
| Zandvliet   | kieviten           |
| Zwijndrecht | machuten           |

### Brussels Hoofdstedelijk Gewest
| Plaats              | Locofaulisme(n)       |
| ------------------- | --------------------- |
| Anderlecht          | boeren van Sint-Wijen |
| Bosvoorde           | bezembinders          |
| Brussel             | kiekefretters         |
| Elsene              | hndenknagers          |
| Jette               | spiegelmannen         |
| Koekelberg          | kastaknokkels         |
| Laken               | nekkers               |
| Schaarbeek          | ezels                 |
| Sint-Agatha-Berchem | lastigen              |
| Sint-Gillis         | kuulkappers           |
| Sint-Jans-Molenbeek | vaartkapoenen         |
| Sint-Jans-Molenbeek | ijzerfretters         |
| Ukkel               | rattenfretters        |
| Vorst               | hondenfretters        |

### Henegouwen
| Plaats   | Locofaulisme(n)        |
| -------- | ---------------------- |
| Péruwelz | El’ Casseu d'Quinquets |

### Limburg
| Plaats       | Locofaulisme(n) |
| ------------ | --------------- |
| Borgloon     | strooplekkers   |
| Hasselt      | lekkebaarders   |
| Hasselt      | ossenkoppen     |
| Hasselt      | koeketers       |
| Hasselt      | dikke nekken    |
| Sint-Truiden | perenvreters    |

### Luik
| Plaats      | Locofaulisme(n) |
| ----------- | --------------- |
| Faymonville | turcs           |

### Luxemburg
| Plaats | Locofaulisme(n) |
| ------ | --------------- |
| Aarlen | Areler gecken   |
| Aarlen | choumaks        |

### Namen
| Plaats | Locofaulisme(n) |
| ------ | --------------- |
| Namur  | chwès           |
| Namur  | chitauds        |

### Oost-Vlaanderen
| Plaats           | Locofaulisme(n)              |
| ---------------- | ---------------------------- |
| Aalst            | ajuinen                      |
| Aalst            | ajuinboeren                  |
| Aalst            | ajuinefretters               |
| Aalst            | draaiers                     |
| Aalst            | voile janetten               |
| Appelterre       | toebakboeren                 |
| Baardegem        | varinkdorsers (varendorsers) |
| Bazel            | bulten                       |
| Belsele          | klokkenlappers               |
| Berlare          | puitenkloppers               |
| Berlare          | kantgaarders                 |
| Berlare          | heikrekels                   |
| Burst            | strozeikers                  |
| Denderbelle      | koeien                       |
| Dendermonde      | knaptanden                   |
| Dendermonde      | kopvleesfretters             |
| Dendermonde      | scheepstrekkers              |
| Dendermonde      | makeleters                   |
| Dendermonde      | polydoorkes                  |
| Dendermonde      | flauzemakers                 |
| Denderhoutem     | turfboeren                   |
| Eeklo            | herbakkers                   |
| Eeklo            | dobbelgebakkenen             |
| Eeklo            | grebbeschijters              |
| Eeklo            | ovenstokers                  |
| Eeklo            | varkens                      |
| Eksaarde         | blauwbuiken                  |
| Eksaarde         | witvissen                    |
| Elversele        | rostekoppen                  |
| Ename            | kletskoppen                  |
| Erondegem        | plekkers                     |
| Erpe             | palokeneters                 |
| Erpe             | dieven                       |
| Evergem          | taatjespapeters              |
| Gent             | stropkens                    |
| Gent             | stroppendragers              |
| Geraardsbergen   | tusjkiesj                    |
| Geraardsbergen   | huidevetters                 |
| Geraardsbergen   | bergklimmers                 |
| Haaltert         | stoefers                     |
| Haaltert         | Van adèl                     |
| Haasdonk         | rostekoppen                  |
| Hamme            | wuitens                      |
| Heldergem        | Fransmannen                  |
| Kalken           | ukerzakken                   |
| Kerksken         | jeneverdrinkers              |
| Kwatrecht        | baanstropers                 |
| Laarne           | ganzendrijvers               |
| Lebbeke          | voddenmannen                 |
| Lede             | hovaardige boeren            |
| Lembeke          | gapers                       |
| Lembeke          | savooien                     |
| Lokeren          | rapenbraders                 |
| Maarke-Kerkem    | grasbuiken                   |
| Meerdonk         | kletskoppen                  |
| Melsele          | pijpkens                     |
| Middelburg       | ketelboeters                 |
| Moerbeke-Waas    | smeerkoeketers               |
| Nieuwkerken-Waas | schapenkoppen                |
| Ninove           | wortel(krabber)s             |
| Ninove           | kaffeegieters                |
| Ninove           | stekskesmannen               |
| Ninove           | voddenmannen                 |
| Oordegem         | polkaboeren                  |
| Opdorp           | ksdruppers                   |
| Oudenaarde       | buuneklakkers                |
| Oudenaarde       | bonenknagers                 |
| Oudenaarde       | brillendragers               |
| Overmere         | smouters                     |
| Paulatem         | puitenrijders                |
| Pollare          | troteters                    |
| Ronse            | slekkentrekkers              |
| Schellebelle     | maantjes                     |
| Schorisse        | zullezitters                 |
| Sint-Gillis-Waas | eiertrappers                 |
| Sint-Niklaas     | oliezeikers                  |
| Sint-Niklaas     | rapenbraders                 |
| Sint-Niklaas     | blauwselmannen               |
| Steendorp        | mosterdpotten                |
| Temse            | azijnze(i)kers               |
| Temse            | tuysschers                   |
| Uitbergen        | teutemensen                  |
| Verrebroek       | flippen                      |
| Wetteren         | haringfretters               |
| Wetteren         | mosselmans                   |
| Wichelen         | schooiers                    |
| Zaffelare        | beseboten                    |
| Zele             | kloddezakken                 |
| Zeveneken        | katoenpletsers               |
| Zevergem         | tsuurkenszuipers             |
| Zingem           | wannemakers                  |
| Zottegem         | zotten                       |
| Zottegem         | parreibuiken                 |
| Zottegem         | parreifretters               |
| Zottegem         | theezeikers                  |
| Zottegem         | pekkers                      |
| Zottegem         | harstplaasters               |

### Vlaams-Brabant
| Plaats       | Locofaulisme(n)  |
| ------------ | ---------------- |
| Aarschot     | kasseistampers   |
| Beersel      | messenstekers    |
| Beersel      | kèèsboeren       |
| Beersel      | paretter         |
| Begijnendijk | wringers         |
| Dilbeek      | konijnenfretters |
| Dworp        | bosuilen         |
| Dworp        | drankstoepers    |
| Halle        | vaantjesboeren   |
| Leuven       | p(i)etermannen   |
| Lot          | pensen           |
| Lot          | plaaggeesten     |
| Merchtem     | ballekesfretters |
| Machelen     | gadeluinenboeren |
| Tienen       | kweikers         |
| Tremelo      | messenvechters   |
| Vilvoorde    | peirdenfretters  |

### Waals-Brabant
| Plaats     | Locofaulisme(n)   |
| ---------- | ----------------- |
| Geldenaken | mèdaus            |
| Geldenaken | Cénks dë Djodogne |

### West-Vlaanderen
| Plaats        | Locofaulisme(n)  |
| ------------- | ---------------- |
| Brugge        | zotten           |
| Blankenberge  | duinepissers     |
| Damme         | kuipers          |
| Diksmuide     | boterboeren      |
| Dadizele      | pompeschitters   |
| Harelbeke     | ratten           |
| Oudenburg     | strypgarenmakers |
| Geluwe        | gapers           |
| Gistel        | hovelingen       |
| Eernegem      | kasseileggers    |
| Ieper         | kinders          |
| Ieper         | kattenkoppen     |
| Kortrijk      | pastei-eters     |
| Kortrijk      | leiepissers      |
| Kortrijk      | kerels           |
| Kuurne        | ezels            |
| Roeselare     | sulferdoppers    |
| Poperinge     | keikoppen        |
| Torhout       | boffers          |
| Menen         | kandeeleters     |
| Heist-aan-Zee | keunejoengen     |
| Veurne        | slapers          |
| Waregem       | gèsloeties       |